# 안두희
안두희(安斗熙, 1917년 3월 24일~1996년 10월 23일)는 대한민국의 군인, 기업인이다. 독립운동가 백범 김구를 암살해 유명하다. 1996년 10월 23일 박기서가 휘두른 몽둥이에 맞아 사망했다. 본관은 순흥 안씨. 
평안북도 용천군에서 태어난 그는 1934년 고등학교 졸업 후 일본으로 유학, 1939년 메이지 대학교 법학과를 중퇴한 후 중국 등에서 상업을 하였는데 그 당시 중국에서 강두희(姜斗熙)라는 가명을 사용하였다. 그 뒤 귀국하였으나 해방 직후 북한에서 공산주의가 들어서면서 월남하였다. 월남 청년 출신인 그는 한국 전쟁에 참전하였으며 독립운동가였던 김구의 암살범으로 알려져 있다. 아명(兒名)은 안덕희(安德熙)이며 한때 안영준(安英俊)이라는 가명을 사용하기도 하였다. 육군 소령으로 예편한 뒤 군납기업 신의기업사 사장을 지낸 바 있다. 사촌 동생은 연세대학교 총장을 역임한 안세희이다.

## 생애

### 생애 초기
안두희는 평안북도 용천군에서 지주 안병서의 2남 1녀 중 막내로 태어났다. 처음 이름은 덕희(德熙)였는데 뒤에 두희(斗熙)로 고쳤으며 그의 어린 시절은 알려져 있지 않다. 1934년 신의주고등상업학교를 졸업하고 일본에 유학, 1939년 메이지 대학교 법학과에 진학하였다. 그러나 3학년 때 중퇴하고 귀국, 그 뒤 중국 등에서 장사를 하다가 해방을 맞이하였다.
1947년 북한에서 지주들에 대한 탄압이 심해지자 그는 월남해서 서북청년회에 가입, 서청 총무부장으로 있는 등 우익 단체 활동을 했다. 1948년 육군사관학교 특8기로 입교하고 이듬해 졸업하여 포병사령부 연락장교 소위를 맡았다.

### 한독당 입당과 김구 암살
1949년 6월 26일 정오 경에 김창룡의 지령으로 경교장에 찾아가 권총으로 김구를 암살하였다. 특무대에 연행되어 종신형을 선고 받았다. 석 달 뒤 15년으로 감형되었고 1950년 한국 전쟁이 일어나자 잔형 집행정지 처분(1950년 6월 27일)을 받고 포병 장교로 복귀하였다. 그리고 1953년 2월 15일에 완전 복권되었다.
한편 그를 한국독립당에 입당시키고 김구에게 소개한 것은 김학규였다. 1948년 1월 김구가 남북협상론으로 노선을 바꾸자 김학규는 반대하였다. 그리고 김학규는 안두희를 김구에게 소개하였다. 일설에 의하면 안두희의 백범 김구 암살은 이승만의 지시로 저질렀다는 주장이 제기되고 있다.
안두희 공판기에 의하면 김학규는 홍종만을 통해 안두희를 알게 되었다고 하며 김학규와 만나기 전부터 홍종만을 통하여 한독당에 입당할 것을 이야기하여 3, 4월경에 입당 절차를 밟았으며, 비서를 통하여 당원증을 내주게 했다고 하며 안두희가 한국독립당에서 활동한 일은 없다고 한다. 김학규는 안두희와 만날 때마다 대한민국에 대한 불평을 말하였으며, 때때로는 듣기에도 위험한 이야기까지 하고, 또 김구 자신의 증명서까지 얻어달라고 말하여 왔다며 김학규는 그 후로 홍종만을 통해 찾아주지 말기를 요구하며 김구의 암살 약 1달 전부터 한 번도 만난 일이 없다고 말했다. 또한 김학규는 한국독립당에서 비밀당원증이란 것이 없다고 했다.
그런데 김구가 경교장에서 암살되던 날 김학규는 경교장에 모인 측근에게 혈서를 하나 보여주었다.
사건 직후 경교장에서 보좌진을 부른 그는 자신이 소지하던 손수건 두 장 크기의 하얀 천을 한장 보였다. 천에는 "나는 미국제국주의의 주구 이승만을 타도한다"는 혈서가 쓰여 있었다. 보좌진들이 누가 쓴 것이냐 라고 묻자 김학규는 "안두희가 백범 선생 앞에서 쓴 것"이라며 믿었던 안두희에게 배신을 당했다는 사실을 분해하였다.
이 사건 직후 김학규는 안두희의 혈서를 불태웠다. 그러나 김학규가 안두희를 김구에게 소개해서 이승만 암살을 도우려 했다는 정보가 이승만 정권의 귀에 들어가게 되면서 괘씸죄로 정부의 보호를 받지 못하고 혼자 숨어다녀야 했다.

### 한국 전쟁 3년
1950년 7월 10일 육군 소위로 복직하고 9월 15일 육군 중위로 진급하였다. 1951년 2월 15일 잔형 면제를 받고 12월 15일 육군 대위로 진급, 그로부터 2년 뒤 1953년 12월 15일 육군 소령으로 예편하였다. 일설에는 육군 대령으로 예편했다는 주장이 있으나 확실하지 않다. 1953년 완전 복권되었으나, 여러차례 신변의 위협을 당했다.
1949년 6월 26일 김구가 암살되자, 그를 김구에게 소개한 김학규는 암살범 안두희의 한국독립당 입당을 주선한 혐의로 징역 15년형을 받고 복역하였다.

### 휴전 이후
정부의 비호를 받지 못하던 그는 여러 차례 가명을 사용하면서 도피하였다. 그 뒤 강원도 양구군에서 잠깐 군납 공장을 경영하다가 1960년 4·19 혁명 이후 김구 선생 살해 진상 규명 위원회가 발족하자 신변의 위협을 느껴 잠적하였다. 그러나 1960년과 1961년 여러 차례 길거리에서 테러를 당하였다.
4.19에 희생된 선배들의 영령에 보답할 목적으로 가두에서 성금을 모금하던 중 군납공장인 안양기업사 대표 안두희를 찾아갔으나 600환 밖에 내놓지 않은 것에 불쾌감을 가진 양구농고 학생 30여명이 1960년 4월 29일 새벽1시경 김구 선생을 살해하고도 이승만 정권 밑에서 갑부노릇을 하면서 뉘우침이 없다며 격분하여 양구의 안두희의 집은 전파되고 가구 일체가 소각됐다.
1961년 4월 18일 진상 규명 위원회 간사 김용희에게 붙잡혀 경찰에 넘겨졌으나 공소시효 소멸로 풀려나고, 1965년에는 백범 독서회장 곽태영으로부터 칼로 목을 찔리기도 했으나 극적으로 목숨을 건졌다. 이후 본부인과 이혼하였고, 생계에도 곤란을 겪던 그는 약 20년 동안 안영준이라는 가명으로 필사적인 은신 생활을 했으나, 1987년 3월 27일 그를 알아본 민족 정기 구현회장 권중희에게 서울 마포구청 앞에서 몽둥이로 폭행당하면서 다시 세인의 주목을 받게 되었다.
1980년대 이후 그는 이미 도피를 포기한 상태였으나 정부에서는 그의 신변을 보호하지도 않았다. 1992년 2월 28일에는 김구 묘소에서 강제 참배하기도 하였다. 4월 13일 동아일보 지면을 통하여 백범 암살의 배후가 전 육군 소장 김창룡이었다고 증언하여 큰 화제가 되었으나, 증언의 세부 내용이 번복되거나 내용의 진위가 의심되는 부분들이 있어 논란이 되었다.

### 사망
4.19 직후 안두희를 구속하라는 전국적인 시위가 계속된 가운데, 전라북도 김제군에 사는 곽태영이 1965년 12월 22일 오전 11시 양구군 군납 업체 신의기업 내에 돌 1개를 들고 침입하여 머리를 때리고 재크 나이프로 목과 머리 등을 찌르는 등으로 중상을 입은 적이 있는 안두희는 1996년 10월 23일 오전 11시 30분경 인천 중구 신흥동에 있는 자신의 집에서 경기도 부천 소신여객 소속 버스 운전 기사였던 당시 49세의 박기서(朴琦緖)가 직접 제작한 몽둥이인 정의봉에 맞아 80세의 나이로 사망했다.
평소에 백범 김구를 매우 존경하던 박기서는 "김구를 살해한 안두희를 응징할 기회를 노리다가 살해에 이르렀다"고 밝혔는데 1997년 이러한 범행 동기가 정상 참작되어 징역 3년형을 선고받고 복역하던 중에 1998년 3·1절 특별사면이 있은 직후인 1998년 3월 13일 석방되었다. 앞서 안두희에 대해 살인 미수로 체포됐던 곽태영은 1심에서 징역 3년을 선고받았으나 항소심에서 "범행 동기가 공분이었다"는 이유로 징역 3년, 집행유예 5년을 선고받고 1997년 7월 30일 석방되었다.

### 사후
그의 시신은 화장되어 한강에 뿌려졌다. 가족들은 이미 그의 정체를 알고 이혼하면서 미국과 유럽의 다른 나라로 출국한 상태였다. 안두희 역시도 전처와 자녀들처럼 이민을 시도하려 하였으나 정체를 알아본 출입국관리 담당자들이 출국을 허락하지 않아 무산되었다.

## 학력
- 1934년 평안북도 신의주고등상업학교 졸업
- 1939년 일본 메이지 대학교 법학과 3년 중퇴
- 1949년 대한민국 육군사관학교 8기
- 1951년 대한민국 육군포병학교 졸업
- 1952년 대한민국 육군보병학교 졸업

## 의혹

### 서북청년회에서의 활동
월남후 안두희가 처음 접촉한 단체는 서북청년회(서북청년단)이었다. 안두희는 이범석(李範奭)의 민족청년단 등 여러 청년단체를 찾아가 보았지만, 결국 서북청년회를 선택했던 것이다. 이러한 선택은 당시 서북청년회 부위원장인 김성주(金聖柱)와 문봉제 등과의 친분 때문이었다. 이리하여 안두희는 서울에 온 지 석 달만에 서청에 가입하여, 서울 제1지부이며 본부 직속인 종로지부의 사무국장이 되었다.
당시 서북청년회는 좌익에 대한 복수심에 가득차 반공전선에서 많은 활약을 하던 단체였으며, 경찰 및 군의 정보기관과도 연결되어 있었다. 경찰과 군부는 빨갱이와 싸우는데 청년단이 필요하였고, 서북청년회도 정부기관의 보증과 지원이 필요하였다. 당시 경무국장 조병옥(趙炳玉). 수도경찰청장 장택상(張澤相) 등 경찰 수뇌부의 밀접한 지원 아래, 서북청년회는 경찰이 할 수 없는 성질의 대공투쟁을 담당하였다.
경찰은 이에 대한 보상으로 찬조금을 주거나, 소금 배급표를 몇 천장씩 주어 서북청년회와 그 간부들의 활동비를 보조하였다. 이러한 관계를 기반으로 안두희는 경찰의 수뇌부 및 중견 간부들과 알게 되었다.
안두희는 이러한 경찰과의 인연을 넘어 군의 정보기관, 특히 특무대(SIS)의 김창룡(金昌龍)과 연결되었다. 당시 김창룡은 대위계급의 1연대 정보장교였지만, 이승만 대통령, 채병덕 총참모장, 신성모 국방장관의 각별한 신임을 받고 있던 정보계의 실권자였다. 김창룡은 소공동에 대륙공사(大陸公司)라는 간판을 내걸고 정보업무를 관장하고 있었다.
두 사람의 만남을 주선한 사람은 육군 중령 김일한이었다. 김일한은 안두희의 외가쪽 친척이자 고향 후배로서, 월남하여 인천 특무대 대장을 하고 있었다. 김일한은 안두희에게 대륙공사의 김창룡을 소개하였다. 안두희는 서북청년회에서 처외삼촌뻘이 되는 홍종만을 만나게 되었고, 홍종만은 김지웅을 안두희에게 소개했다.
김지웅은 안두희와 같은 평북 용천 출신으로 일찍이 만주 관동군의 헌병통역 출신이며 중국 왕조명(汪兆銘) 정권의 고문을 역임했다고 자칭하고 해방후 귀국해서는 왕금산(汪金山)장군을 자처하면서 고급정보 브로커 노릇을 하고 있던 과거 경력이 수상한 인물이었다. 홍종만 역시 김지웅의 지시를 받고 있는 정보에 밝은 사람이었다. 홍종만은 김지웅으로부터 경제적인 지원을 받아 지내는 형편이었다. 김지웅은 안두희의 첫인상에 대해 '영웅심이 강한 사람'이라고 평가하였다.
안두희는 김지웅과 홍종만의 영향을 받아 정보를 알게 되었고, 그 자신 스스로 정보하는 사람으로 여겼다. 이후 김지웅 홍종만 안두희는 자주 회동하였다. 김지웅은 안두희에게 '안동지는 애국자'라고 치켜 세워 주었고, 이들을 후암동에 있는 자택으로 데리고 가서 안두희를 각별하게 대접하는 등 안두희에게 자기의 존재를 과시하여 안두희의 환심을 샀다.
김지웅은 '빨갱이 정보'와 더불어 한독당의 수상한 활동에 관한 정보를 들었고 안두희가 노덕술 등 경찰간부, 김일한 등 특무대에 알아 본 결과 김지웅이 제공한 정보의 정확성에 크게 감명받았다. 이제 안두희는 김지웅을 존경하기 시작했다.
결국 안두희는 월남후 서북청년회에서 활동하였고, 이것을 기반으로 한편으로는 경찰 및 군 수뇌부의 지원을 받게 되었으며, 다른 한편으로는 뒷 날 백범 암살의 핵심 실무를 담당하는 김지웅, 홍종만 등과 연결되었던 것이다.
1947년 대동청년단이 결성되자, 서북청년회 중에서 선우기성 중심의 합류파는 대동청년단에 가입하였으며, 서북청년회 중에서 문봉제 중심의 재건파로 이승만의 친위대 역할을 하였던 안두희는 1949년 6월 26일에 경교장에 들어가 김구를 살해했다.:261~264 :53~54
그러나 안두희에 대한 의혹 가운데 하나인 이승만 정권과의 결탁 의혹과 자세한 배후 등에 대해서는 끝내 명확하게 밝혀지지는 않았는데, 당사자인 안두희가 확실한 증언을 하지 않은 채 사망하면서 이 의문은 끝내 미해결 과제로 남게 되었다. 다만 안두희에 대한 감형, 예편 후의 군수업자 근무, 이승만과 김구와의 대립, 미국의 배후 개입 등으로 인해 권력과 결탁했을 것이라고 추정되고 있을 뿐이다.
다만 안두희가 중형을 면한데다가 1년 여밖에 복역하지 않았으며, 석방 후 군부가 군납사업을 알선해 주었던 사실에서 그를 비호하는 세력이 있거나 배후에 누군가가 있다는 의심을 자아내게 하였다. 이승만(李承晩) 정부 하에서는 국가 공권력이 그의 범행을 은닉시켜주거나 방임시킨 일면이 있었다.
또한 안두희의 김구 암살과 관련하여 한국민주당이 배후라는 의혹도 있다. 안두희는 서북청년회 총무부장이었고 서북청년회는 한국민주당과 함께 동아일보 건물에 있었다. 서북청년회는 김구, 이승만, 한국민주당의 지원을 받았으며, 서북청년회 해산에 대하여 한국민주당 조병옥과 장택상이 꾸준히 반대하였으며 장택상은 현금 5만원을 지원한바 있다. 김구의 암살배경으로 흔히 이야기되는 한국민주당 송진우와 장덕수의 암살 그리고 김성수의 암살시도로 인하여 김구는 한국민주당의 공분을 쌓았다. 다만 한국민주당내의 김구를 암살하자는 의견에 대하여 김성수가 반대했다는 기록도 있는 것은 사실이다. 그러나 한국민주당 관련은 백범암살범 안두희씨의 인터뷰로 어느정도 사실임이 밝혀졌다. 1992년 안두희씨는 TV회견을 통해 『당시 백범을 암살하라는 직접적인 지시를 받지는 않았으나 수도경찰청장을 지낸 장택상씨와 친일 경찰관으로 수도경찰청 수사과장이던 노덕술씨,정보과장 최운하씨 등으로부터도 백범을 암살해야 된다는 강력한 암시를 받고 공감해 범행했다』고 밝혔다.이로써 백범 암살배후는 당시의 군·경찰간부 4명으로 늘어났다. 그리고 해당 인터뷰에서 안씨는『당시 미국 중앙정보국은 백범암살과 관련된 바 없다』며 그 발언은 고문으로 강제된 것이라고 밝혔다.
1960년 4·19혁명 직후인 6월 26일 결성된 ‘백범김구선생 시해진상규명위원회’는 10개월 여의 추적 끝에 1961년 4월 18일 안두희를 붙잡아 김구 암살의 배후를 자백받고 본인의 요청에 의해 검찰에 인계하였으나 조사받기는커녕 일사부재리(一事不再理, 한번 확정 판결된 사건은 다시 심리하지 않는다는 형사소송법상의 원칙)의 원칙에 의거해 형사처벌 불가의 판정을 받았다. 또한 테러당할 우려가 있으니 당국에서 보호조치를 하기로 결정되었으며, 1961년 5·16군사정변 이후에 귀가 조치되었다.
1956년 10월 안두희에게 폭행당한 양구경찰서 순경 길종하는 진상규명위원회의 권유로 안두희를 고소했으며, 결국 1962년 1월 25일 특수 폭행 치상죄로 징역 8개월의 실형을 선고받았다. 그 뒤 1965년 12월 곽태영이라는 청년이 안두희를 테러했으며, 1966년 김지웅 자신이 김구 암살의 총책임자라고 일본에서 폭로하는 등 진상규명의 분위기가 일자 안두희는 미국 이민을 시도하였다.
1971년 홍종만이 양심선언을 하였으며, 1992년 4월 권중희(權重熙)와 김석용이 안두희의 입을 열게 해 “독자 범행은 아니며 자신은 하수인에 불과하다”라는 진술을 얻어내었다. 1992년 11월 진상규명위원회는 사실의 규명을 국회에 청원했으며, 국회 백범암살진상조사소위원회(위원장 강신옥(姜信玉) 의원)는 『백범김구선생 암살진상국회조사보고서』를 1995년 12월에 작성하였다. 이러한 여러 가지 정황이 하수인으로 활동하였음을 증명하고 있음에도 불구하고 누구에게서 어떤 목적으로 지시를 받게 되었는지 명확히 밝혀지지 않은 채 현재도 의혹이 제기되고 있다.

### 안두희의 백의사 소속설과 그 반론
2001년, 국사편찬위원회 편사연구사 정병준 박사, 재미사학자 방선주 교수는 안두희가 미군 방첩대(CIC) 정보원이자 정식 요원이었으며, 우익청년 단체였던 백의사 특공대원으로 활동하였음을 미국 국립문서기록관리청 문서를 통해 밝혔다. 2001년 9월 4일 공개된 미국 국립문서기록관리청의 `김구 암살에 관한 배후정보'라는 문건으로 안두희에게 직접 백범암살을 지시한 인물이 해방 직후 공산주의자들을 상대로 활발한 테러활동을 벌였던 `백의사'(白衣社)라는 극우 테러단체의 단장 염응택(본명 염동진)이었음을 알아냈다고 주장한 것이다.
그러나 백의사 단원들은 어떠한 연관성도 없다고 강력하게 부인하였다. 백의사 단원이자 백관옥의 동생 백찬옥은 백범 김구의 암살 소식을 듣자 노발대발했다고 하며 백범 김구의 비서로 지냈던 선우진은 연관이 없다고 증언하였다.
백범 김구를 연구한 도진순 교수는 염동진이 백범에 대해 적대적이라기보다는 상호의존적이었으며 염동진이 안두희에게 김구 암살을 지시했다는 언급은 문서 어디에도 없으며 명백한 오보라고 반론하며, 설령 실제 그렇다고 해도 당시 정황상 염동진이 지시했다는 가능성은 희박하다는 견해를 내놓았다. 또한, 장덕수와 송진우의 배후가 백의사라는 주장 또한 사실과 다르며 백의사가 해방 직전 신익희 주도로 설립된 "대한민국임시정부 특파사무국"이 모태가 된 것으로 주장하나, 백의사는 해방되기 전에 1943년 평양에서 조직된`대동단'을 모체로 한 극우 테러집단으로 비밀결사대의 후신이었다고 기고문에서 밝혔다.

## 같이 보기
- 한현우
- 한지근
- 신성모
- 안세희
- 박기서
- 권중희
- 니가타 일본 적십자 센터 폭파 미수 사건
- 국부천대

## 관련 서적
- 강준만, 《한국현대사산책:1940년대편 2권》(인물과사상사, 2004)
- 서울대학교 한국교육사고, 《한국정당사/사찰요람》 (서울대학교 한국교육사고, 1994)

## 참고 자료
- 안두희 공판기 보관됨 2013-12-24 - 웨이백 머신